# Buberos
Buberos es una localidad y también un municipio de la provincia de Soria, partido judicial de Soria, comunidad autónoma de Castilla y León, España. Pueblo de la Comarca de Campo de Gómara.

## Geografía

Término municipal de Buberos.

Tiene un área de 18,53 km².

## Medio Ambiente
En su término e incluidos en la Red Natura 2000 los siguientes lugares:
- Lugar de Interés Comunitario conocido como Altos Campos de Gómara, ocupando 1050 hectáreas, el 57 % de su término.[1]

## Historia
El Censo de Pecheros de 1528, en el que no se contaban eclesiásticos, hidalgos y nobles, registraba la existencia de 48 pecheros, es decir unidades familiares que pagaban impuestos. Formaba parte del Sexmo de Arciel.
A la caída del Antiguo Régimen la localidad se constituye en municipio constitucional en la región de Castilla la Vieja, partido de Soria que en el censo de 1842 contaba con 68 hogares y 288 vecinos.

## Geografía humana

### Demografía
Cuenta con una población de 28 habitantes (INE 2024).
| Gráfica de evolución demográfica de Buberos entre 1842 y 2021                                                         |
| |
| Población de derecho según los censos de población del INE. Población de hecho según los censos de población del INE. |